# Leonardo Véliz
Pour les articles homonymes, voir Véliz.
Leonardo Véliz, de son vrai nom Leonardo Iván Véliz Díaz, est un footballeur chilien né le 3 septembre 1945 à Valparaiso (Chili).

## Biographie
Il participe à la Coupe du monde 1974 en Allemagne, et compte trente-neuf sélections entre 1966 et 1981.

## Carrière
- 1964 - 1967 : Everton ( Chili)
- 1968 - 1971 : Unión Española ( Chili)
- 1972 - 1974 : Colo-Colo ( Chili)
- 1975 - 1978 : Unión Española ( Chili)
- 1979 - 1982 : Colo-Colo ( Chili)
- 1982 - 1983 : O'Higgins ( Chili)

## Palmarès
- Champion du Chili en 1972, 1979 et 1981 avec Colo Colo et en 1975 et 1977 avec l'Unión Española